# Helbedündorf
Helbedündorf là một đô thị ở huyện Kyffhäuser, thuộc bang Thüringen, Đức. Đô thị này có diện tích 96,3 km², dân số thời điểm ngày 31 tháng 12 năm 2006 là 2766 người.